# Star Wars: Young Jedi Adventures
Star Wars: Young Jedi Adventures è una serie animata statunitense. Fa parte del franchise di Guerre stellari e segue un gruppo di giovani Padawan che stanno imparano a diventare Cavalieri Jedi durante l'era dell'Alta Repubblica, secoli prima dei film sulla saga degli Skywalker. È la prima serie animata di Guerre Stellari rivolta ad un pubblico molto giovane.
La serie è prodotta dalla Lucasfilm Animation, con Michael Olson come showrunner ed Elliot Bour come supervisore all'animazione. La serie è stata annunciata a maggio 2022, con Olson e Bour già coinvolti nel progetto. Il casting è stato annunciato a febbraio 2023.
La serie è composta da sei episodi cortometraggi introduttivi, che sono stati pubblicati su YouTube prima della pubblicazione della serie su Disney+.
La prima stagione è stata pubblicata su Disney+ il 4 maggio 2023.

## Trama
Ambientata durante l'era dell'Alta Repubblica, secoli prima dei film sulla saga degli Skywalker, segue un gruppo di giovani Padawan che imparano le vie della Forza, tra cui la compassione, l'autodisciplina, il lavoro di squadra e la pazienza, per diventare Cavalieri Jedi.

## Personaggi e doppiatori
- Kai Brightstar, doppiato in originale da Jamaal Avery Jr., in italiano da Davide Doviziani.
Un giovane Padawan che spera di seguire le orme del Maestro Jedi Yoda e diventare un Cavaliere Jedi.[2]
- Nash Durango, doppiata in originale da Emma Berman, in italiano da Francesca Mancin.
Una pilota che è amica di Kai e degli altri giovani Padawan e si allea con loro per vivere delle avventure.[2][3]
- Lys Solay, doppiata in originale da Juliet Donenfeld, in italiano da Bianca Demofonti.
Una giovane Padawan pantoriana.[3]
- Nubs, doppiato in originale da Dee Bradley Baker.
Un giovane Padawan Pooba.[3]
- RJ-83, doppiato in originale da Jonathan Lipow.
Un droide amico dei giovani Padawan e co-pilota di Nash.[3]
- Yoda, doppiato in originale da Piotr Michael, in italiano da Ambrogio Colombo.
Un Maestro Jedi.[3]
- Taborr Val Dorn, doppiato in originale da Trey Diaz Murphy e in italiano da Gabriele Piancatelli.
Un pirata.

## Episodi
| Stagione       | Episodi | Pubblicazione |
| -------------- | ------- | ------------- |
| Corti          | 6       | 2023          |
| Prima stagione | 13      | 2023          |

## Produzione

### Sviluppo
Star Wars: Young Jedi Adventures, è la prima serie animata di Guerre stellari rivolta ad un pubblico molto giovane e alle loro famiglie, è stata annunciata alla Star Wars Celebration nel maggio 2022. La serie è stata annunciata dal produttore esecutivo James Waugh, dal produttore esecutivo e showrunner Michael Olson, dal supervisore all'animazione Elliot Bour e dal produttore consulente Lamont Magee. Waugh ha dichiarato che il team creativo era consapevole che la serie avrebbe potuto essere la prima introduzione al mondo di Guerre stellari per alcuni bambini. Sebbene volessero che "i personaggi, il tono e le lezioni di vita" di ogni episodio fossero rivolti al pubblico più giovane, volevano anche rimanere fedeli alle aspettative di chi conosce Guerre stellari.

### Cast
Al D23 Expo di settembre 2022, Jamaal Avery Jr. ed Emma Berman sono stati annunciati come protagonisti della serie, rispettivamente nei ruoli di Kai Brightstar e Nash Durango. Nel febbraio 2023, è stato annunciato che Juliet Donenfeld è stata scritturata per il ruolo di Lys Solay, Dee Bradley Baker per quello di Nubs, Jonathan Lipow per quello di RJ-83 e Piotr Michael per quello di Yoda.

## Colonna sonora
Matthew Margeson è stato ingaggiato per comporre la colonna sonora della serie entro la fine di luglio 2022.

## Distribuzione
Star Wars: Young Jedi Adventures ha debuttato sul servizio di streaming Disney+ e sulla rete televisiva statunitense Disney Junior il 4 maggio 2023, il giorno dello Star Wars Day. I primi due episodi sono stati presentati in anteprima alla Star Wars Celebration Europe l'8 aprile 2023. Tre cortometraggi animati che introducono i personaggi della serie sono stati pubblicati in anteprima sul canale YouTube di Disney Junior il 27 marzo 2023, mentre altri tre sono stati pubblicati il 24 aprile, prima che tutti e sei venissero pubblicati su Disney+ il 26 aprile.
Altri sei episodi sono stati pubblicati su Disney+ il 2 agosto 2023 e sono stati trasmessi su Disney Junior dal 2 agosto 2023. Ulteriori episodi verranno pubblicati nel corso del 2023, con la prima stagione composta da 25 episodi.

## Accoglienza
Arezou Amin di Collider ha dato alla serie animata una A, affermando che "ha catturato lo spirito di Guerre stellari per i giovani di tutte le età". L'autrice ha descritto i membri del cast principale come riconoscibili come bambini e ha elogiato la serie per aver fatto affidamento su un approccio incentrato sui personaggi, che esplorava nuovi personaggi invece di dipendere da personaggi di lunga data per far avanzare la storia. Brett White di Decider ha valutato positivamente la serie, descrivendola come una "serie divertente e un'ottima introduzione a Guerre stellari" per i bambini in età prescolare. Pur notando le trame a bassa posta in gioco, White ha lodato la serie per aver enfatizzato le lezioni di vita e ha descritto le sequenze d'azione come "simili a Guerre stellari" piuttosto che come una "approssimazione prescolare" del franchise.

## Riconoscimenti
- 2023 – TCA Awards[13]
  - Candidatura per la miglior programmazione per bambini